# CHAGE&ASUKA HISTORY II 〜PRIDE〜
『CHAGE&ASUKA HISTORY II 〜PRIDE〜』（チャゲアンドアスカ　ヒストリー　ツー〜プライド〜）は、CHAGE&ASUKA（現：CHAGE and ASKA）のライブ・ビデオ。
1990年3月7日にVHSで、1990年4月21日にLDで発売された。発売元はポニーキャニオン。

## 背景
本作は、『CHAGE&ASUKA HISTORY I 〜10 years after〜』と同じように、『CONCERT TOUR'89 ~10 years after~』の映像とインタビューを中心に、10年を振り返る、というものである。
その後、2009年に販売された『CHAGE and ASKA LIVE DVD BOX 2』には前作『CHAGE&ASUKA HISTORY I 〜10 years after〜』と共に1枚のディスクにまとめて収録された。

## 収録曲
1. ひとり咲き
作詞・作曲：飛鳥涼
2. 熱い想い
作詞：飛鳥涼・松井五郎　作曲：飛鳥涼
曲の前に、ASKAによる散文詩朗読がある。
3. 心のボール (PV)
作詞・作曲：飛鳥涼
4. BELIEVE IT?
作詞：飛鳥涼　作曲：CHAGE
5. モーニングムーン (PV)
作詞・作曲：飛鳥涼
6. 黄昏を待たずに
作詞・作曲：飛鳥涼
7. 風のライオン
作詞・作曲：飛鳥涼
8. Count Down
作詞：澤地隆　作曲：CHAGE
9. 指環が泣いた
作詞・作曲：飛鳥涼
10. SAILOR MAN
作詞・作曲：飛鳥涼
11. TURNING POINT
作詞・作曲：飛鳥涼
12. MOON LIGHT BLUES
作詞・作曲：飛鳥涼
13. PRIDE
作詞・作曲：飛鳥涼